# Fiammetta

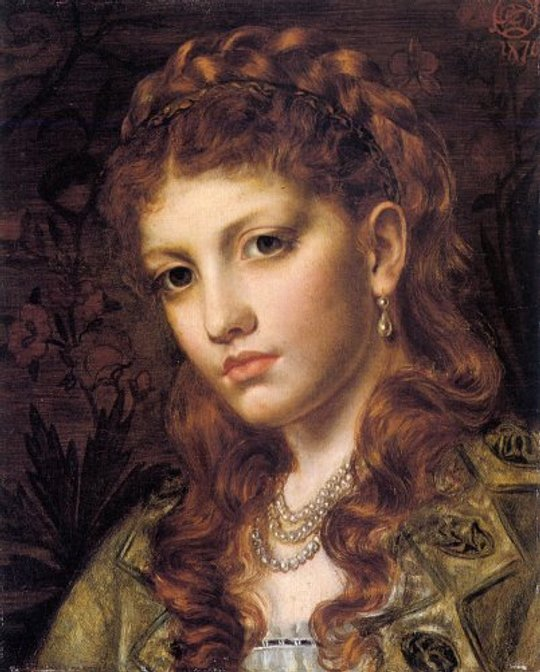
Fiammetta, por Emma Sandys.

Fiammetta ou Fiametta ("pequena chama" em italiano) — pseudônimo da musa e amada de Giovanni Boccaccio cujo nome verdadeiro pode ter sido "Maria d’Aquino". Outra mulher famosa com o mesmo pseudônimo foi a amante de César Bórgia e uma famosa cortesã. Esta última está sepultada na Basílica de Santo Agostinho, em Roma.